# Pisa (dopływ Narwi)
Pisa (niem. Pissek, Pisseck) – rzeka III rzędu w północno-wschodniej Polsce, dopływ Narwi.
Pisa jest prawym dopływem Narwi, leżącym w dorzeczu Wisły. Jest drogą wodną łączącą Wielkie Jeziora Mazurskie z Narwią na jej 181 kilometrze. Rzeka ma długość ok. 80 km, a z częścią żeglowną jezior mazurskich 142 km. Powierzchnia dorzecza wynosi ok. 4500 km².
Pisa wypływa w Piszu z jeziora Roś w systemie Wielkich Jezior Mazurskich (szerokość koryta wynosi tam ok. 20 m), przemierza wschodnią część Puszczy Piskiej (szerokość ok. 34 m) oraz Równinę Kurpiowską i jako prawy dopływ wpada do Narwi na wysokości Nowogrodu.
W Puszczy Piskiej powstają prawe dopływy Pisy: Barłoga, Rybnica, Rudna oraz najważniejszy z nich – Kanał Turośl. Z lewej strony: Szparka, Pisza Woda, Bogumiłka, Wincenta i Skroda
Główne rzeki wpływające do Wielkich Jezior Mazurskich i zasilające Pisę: Krutynia, Orzysza, Święcek, Wężówka.

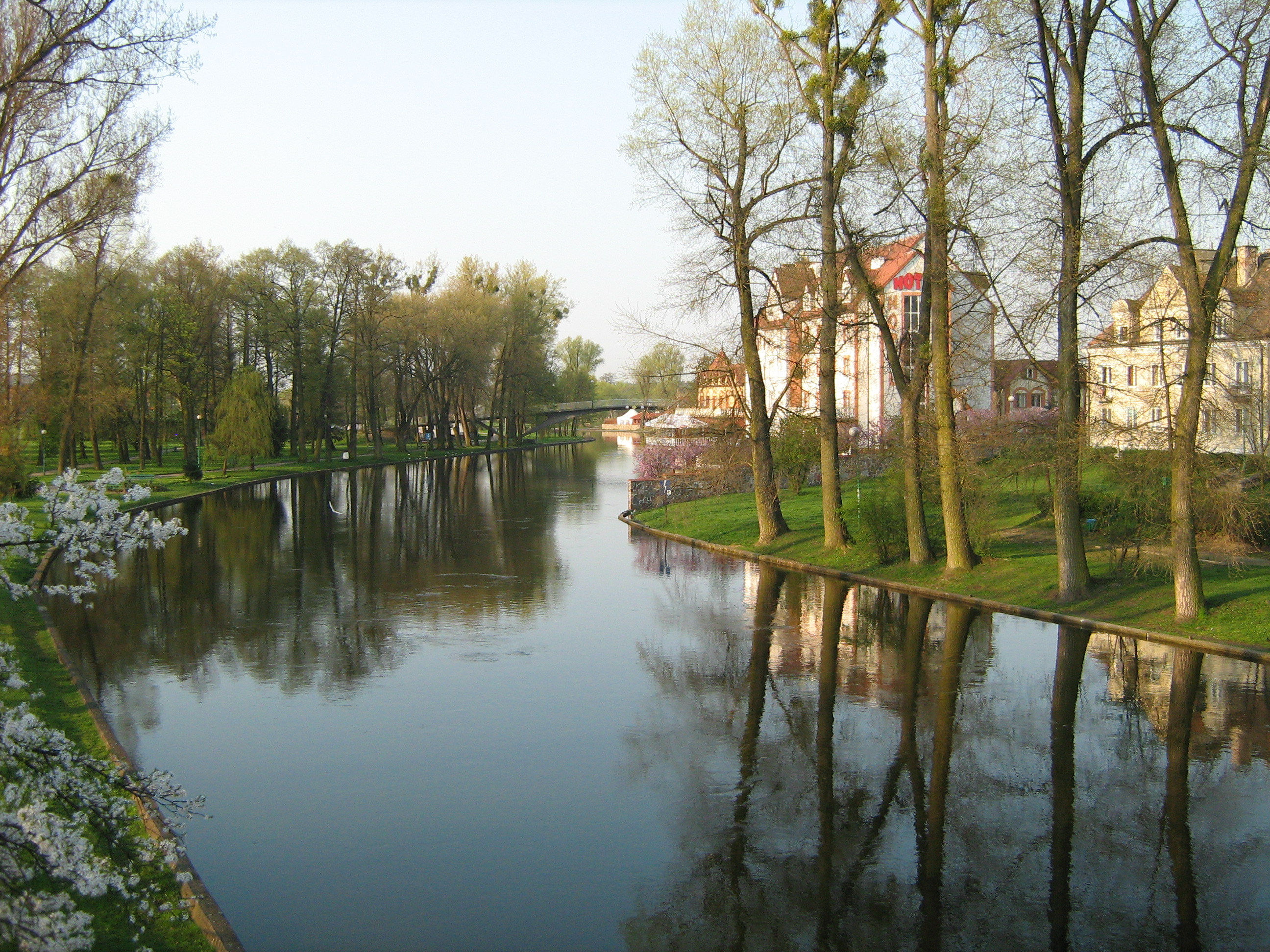
Widok z mostu w Piszu

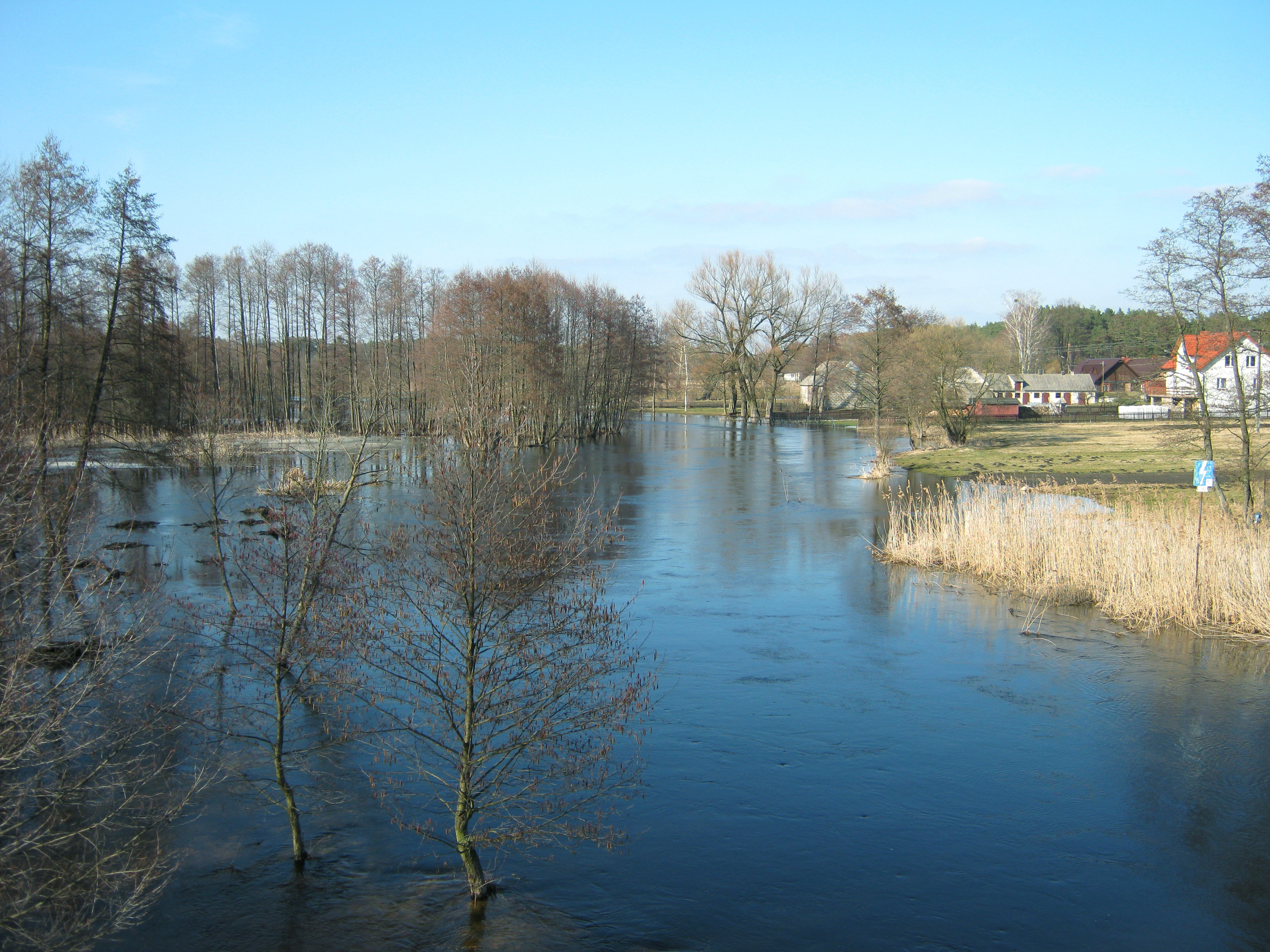
Widok z mostu w Ptakach

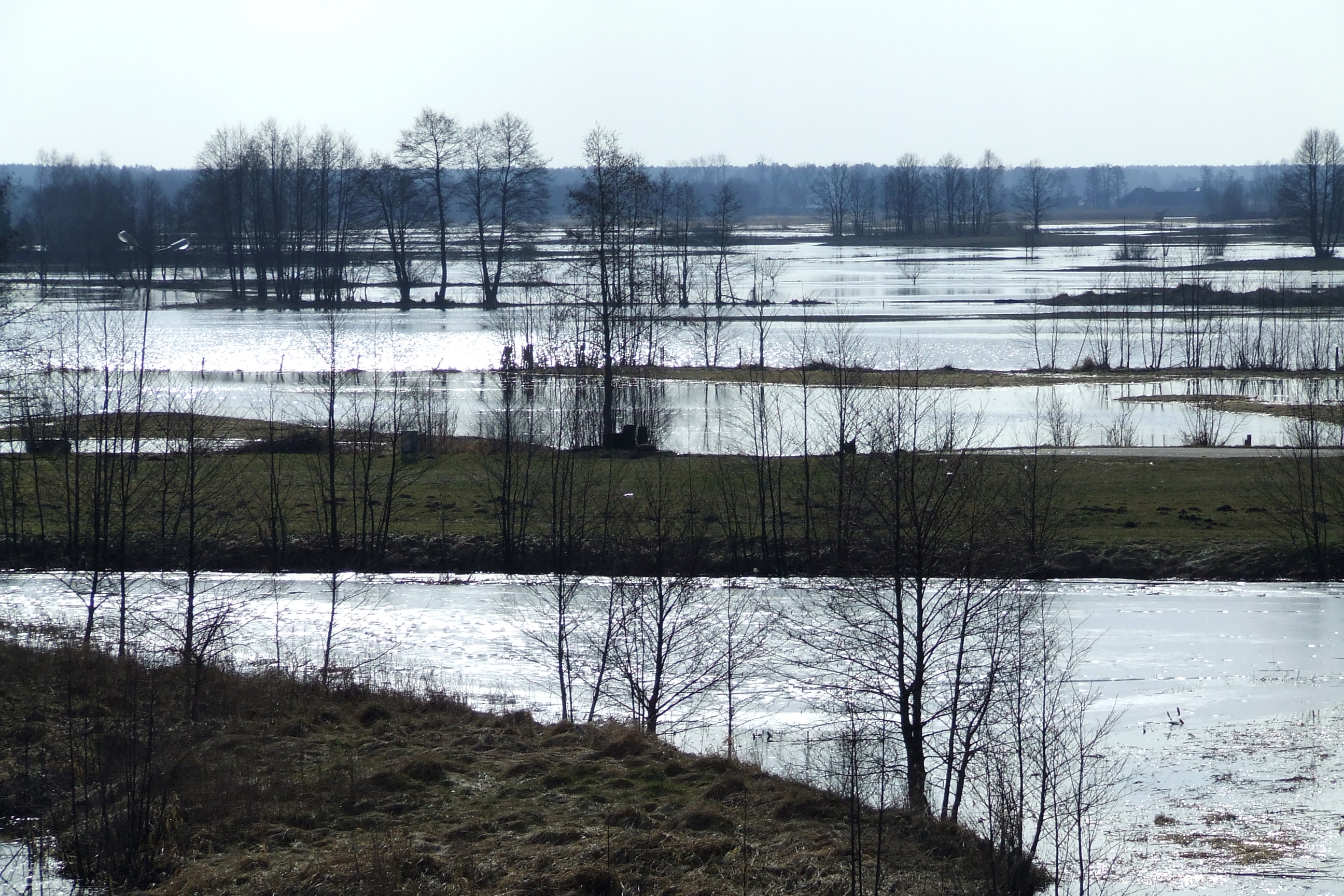
Rozlewiska Pisy w Ptakach

Pisa ma klasę żeglowną Ia.

## Szlak kajakowy
Pisa jest typową rzeką nizinną. W partii środkowej przepływa przez tereny podmokłe, łąkowe. Na całej długości jest szlakiem żeglownym. Dość głęboka (1–1,8 m), najpłytsze przejścia ma przy ujściu do Narwi. Rzeka wije się i silnie meandruje. Średni spadek wynosi 32 cm na kilometr. Przepłynięcie rzeki z Pisza do Nowogrodu zajmuje 2–3 dni.
Początkiem jest jezioro Roś, następnie szlak mija:
- most kolejowy w Piszu – rzeka ma tam ok. 15–20 m.
- most drogowy żelbetowy w ciągu ulicy Tadeusza Kościuszki – blisko centrum miasta, nieco dalej mostek dla pieszych.
- most drogowy żelbetowy w ciągu dróg krajowych nr 58 i 63.
- Zakłady Sklejka-Pisz Paged.
- ujście rzeczki Szparki.
- zerwany most blisko nieistniejącej wsi Wilki i przepompownię wody.
- nasyp drogi i most na drodze lokalnej prowadzącej do wsi Pogobie Średnie.
- most żelbetowy w Jeżach.
- nasyp po obu stronach rzeki, prawdopodobnie pozostałość po nieistniejącym moście.
- drewniany most drogowy o ciekawej, ale niezbyt stabilnej konstrukcji, przed mostem ujście rzeczki Wincenty.
- zabudowania wioski Kozioł i las sosnowy.
- most żelbetowy w Koźle.
- uregulowane ujście rzeki Rybnicy, szerokie na ok. 5 m, połączone ze szlakiem Krutyni
- most żelbetowy we wsi Ptaki; tam rzeka jest spokojna, szeroka nawet do 30 m, płynie pośród rozległych łąk, z brzegami porośniętymi trzciną i kępami krzewów i drzew.
- ujście szerokiej na ok. 5 m uregulowanej rzeki Turośl.
- drewniany most z elementami szyn stalowych we wsi Cieciory.
- most żelbetowy na wysokim nasypie w Dobrymlesie. Za wsią nurt jest szybszy, brzegi bardziej podmyte i trudno dostępne. Brzegi zaczynają porastać łozy. Szerokość nurtu nieco mniejsza.
- ujście rzeki Skrody.
- most w Morgownikach.
- ujście Pisy do Narwi, na wprost miasto Nowogród[5] .

## Podział
Na Mapie Podziału Hydrograficznego Polski Pisa jest prawie dwukrotnie dłuższa – 150,886 km, gdyż włączone do niej są kanały mazurskie od wypływu z jeziora Kisajno i wirtualne odcinki przepływające przez jeziora. W tym ujęciu jej odcinkami są kanały: Łuczański, Szymoński, Mioduński (z Grunwaldzkim), Tałcki i Jegliński. Jej identyfikator MPHP10 to 264. W systemie gospodarki wodnej opierającym się na tej mapie, Pisa została podzielona na następujące jednolite części wód: Pisa od wypływu z jez. Kisajno do wypływu z jez. Tałty (EW. + z jez. Niegocin, Ryńskie) (PLRW200025264199), Pisa z jeziorem Śniardwy i Orzyszą do wpływu do jeziora Roś (PLRW20002526473), Pisa na jez. Roś z Konopką od wpływu do jez. Roś (PLRW200025264759), Pisa od wypływu z jeziora Roś do Turośli (PLRW20001926489) i Pisa od Turośli do ujścia ze Skrodą od Dzierzbi (PLRW20001926499). Do jeziora Roś są to cieki o typie 25, czyli ciek łączący jeziora, a odcinki poniżej Rosia mają typ 19 czyli rzeka nizinna piaszczysto-gliniasta. Według planu gospodarowania wodami na obszarze dorzecza z roku 2011 wszystkie te odcinki, nawet skanalizowane, zostały uznane za naturalne. Podlegały Regionalnemu Zarządowi Gospodarki Wodnej w Warszawie, leżąc w regionie wodnym Środkowej Wisły.

## Jakość wód
Klasyfikacja stanu ekologicznego wód różnych odcinków Pisy wykonana na podstawie badań z lat 2016–2019 wskazuje na stan umiarkowany, słaby albo zły. Ten ostatni dotyczy odcinka na granicy województw warmińsko-mazurskiego i podlaskiego, gdzie źle sklasyfikowano stan ichtiofauny, choć pozostałe elementy biologiczne były w dobrym stanie. O słabym stanie odcinka z Kanałem Mioduńskim zadecydował słaby stan makrozoobentosu. Makrozoobentos był również najgorzej ocenionym elementem biologicznym (stan umiarkowany) w odcinku ujściowym, gdzie z kolei najlepiej sklasyfikowano ichtiofaunę. Elementy hydromorfologiczne odcinków skanalizowanych oceniono na piątą klasę, a odcinków poniżej wypływu z systemu jezior na klasę pierwszą. Większość elementów fizykochemicznych na wszystkich odcinkach osiągnęła klasę pierwszą lub drugą. Normy dobrego stanu przekroczyły niektóre wskaźniki warunków tlenowych w odcinku z Kanałem Mioduńskim. Stan chemiczny wód został sklasyfikowany jako zły tam, gdzie zbadano zawartość niektórych substancji priorytetowych (rtęć, polibromowane difenyloetery) w tkankach ryb